# Ntop
ntop (network top) ist eine quelloffene und freie Software, mit der Netzwerkverkehr mitgeschnitten und analysiert werden kann. Der Name ist an das Unixprogramm top angelehnt, da es alle aktiven Netzwerkverbindungen analysiert und nach diversen Kriterien sortiert darstellen kann. Ntop ist allerdings inzwischen auch fähig, Protokolldateien einzulesen, um diese Protokolle auszuwerten und damit auch grafisch darzustellen.
Das Programm wurde von Luca Deri, einem italienischen Wissenschaftler an der Universität von Pisa im Juni 1998 initiiert, wird aber inzwischen von einer breiteren Entwicklerfront weiterentwickelt.

## Leistungen
Netzwerktechnisch ist ntop zwischen OSI-Schicht 2 (MAC) und 3 (IP) anzusiedeln.
Die GUI von ntop ist als Webserver, dessen Verbindung optional mittels OpenSSL verschlüsselt werden kann, ausgeführt und benötigt einen Webbrowser, um die Ausgaben der Analysen anzusehen. Die Ausgabe ist teils aufwendig gestaltet (JavaScript, sprechende grafischen Elemente). Es besteht aber ebenfalls die Möglichkeit, die Ausgabe, ähnlich wie tcpdump, in eine Textdatei umzuleiten.
sFlow und Netflow werden ebenso unterstützt wie RRD und eine Vielzahl weiterer Protokolle, unter vielen anderen auch TCP/UDP/ICMP, (R)ARP, IPX, NetBIOS, AppleTalk, SMTP/POP/IMAP und SNMP.
Je nach Hardwareschnittstellen des Hosts werden neben Ethernet auch Token Ring oder Fiber Channel unterstützt.
Nachteilig von ntop ist die fehlende Speichermöglichkeit der gesammelten Netzwerkdaten. Damit gehen nach einem Neustart des Programms, gesammelte Informationen verloren. Ebenfalls problematisch ist zum einen der damit erhöhte Bedarf an Hauptspeicher, zum anderen kann man ntop selbst nicht dauerhaft als Werkzeug zur grafischen Auswertung, wie das beispielsweise bei MRTG der Fall ist, benutzen. Diese Funktionalität wird allerdings teilweise über vorhandenen Plugins nachgerüstet. Das RRD-Plugin erlaubt hier die regelmäßige Speicherung von Langzeitdaten in RRD-Datenbanken, die dann für langfristige Auswertungen herangezogen werden können.